# Доба вітрил

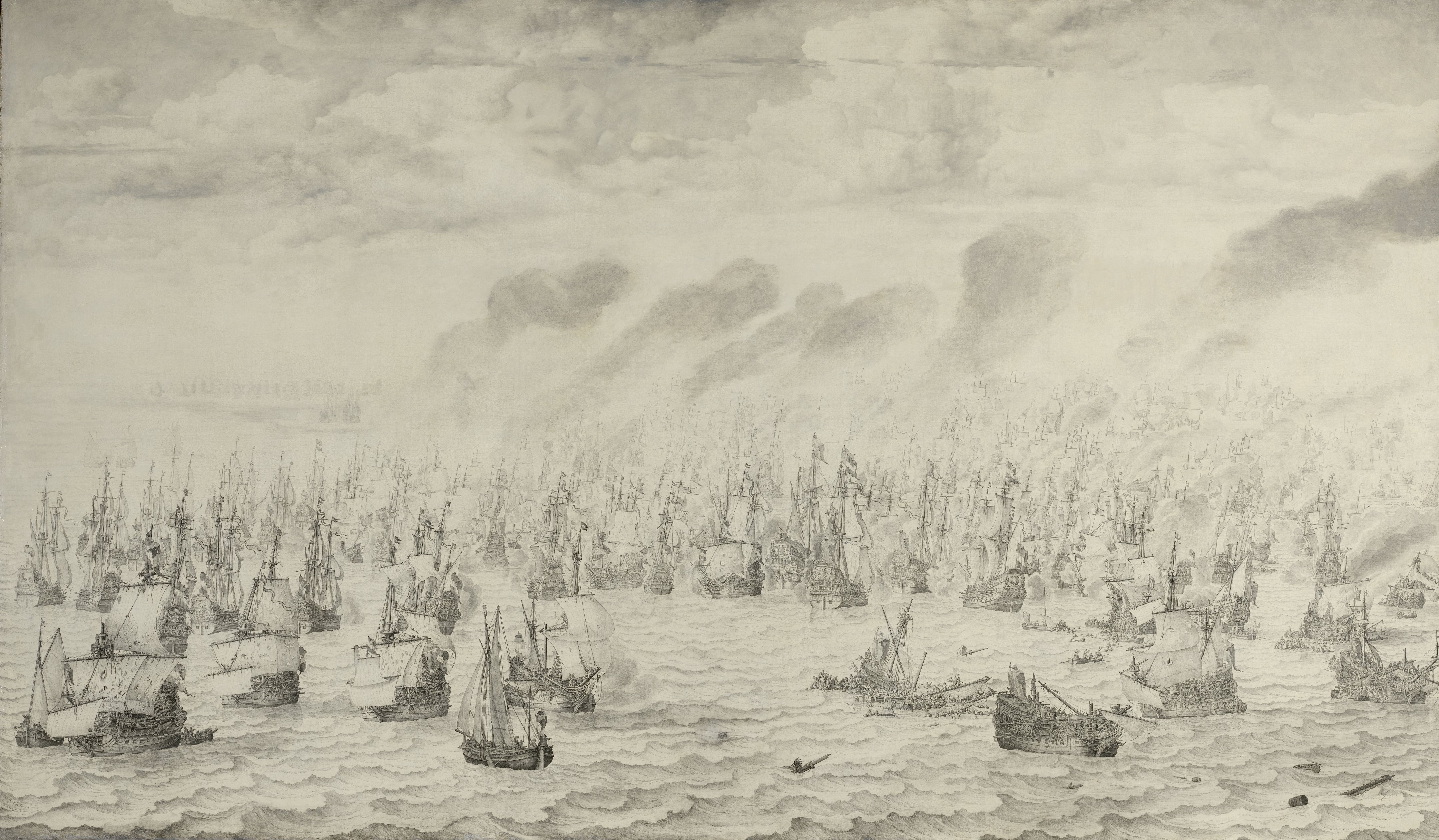
Битва при Схевенінґені (1657) Віллема ван де Вельде Старшого, що зображає військово-морську битву 1653 року між Голландською та Англійською республіками.

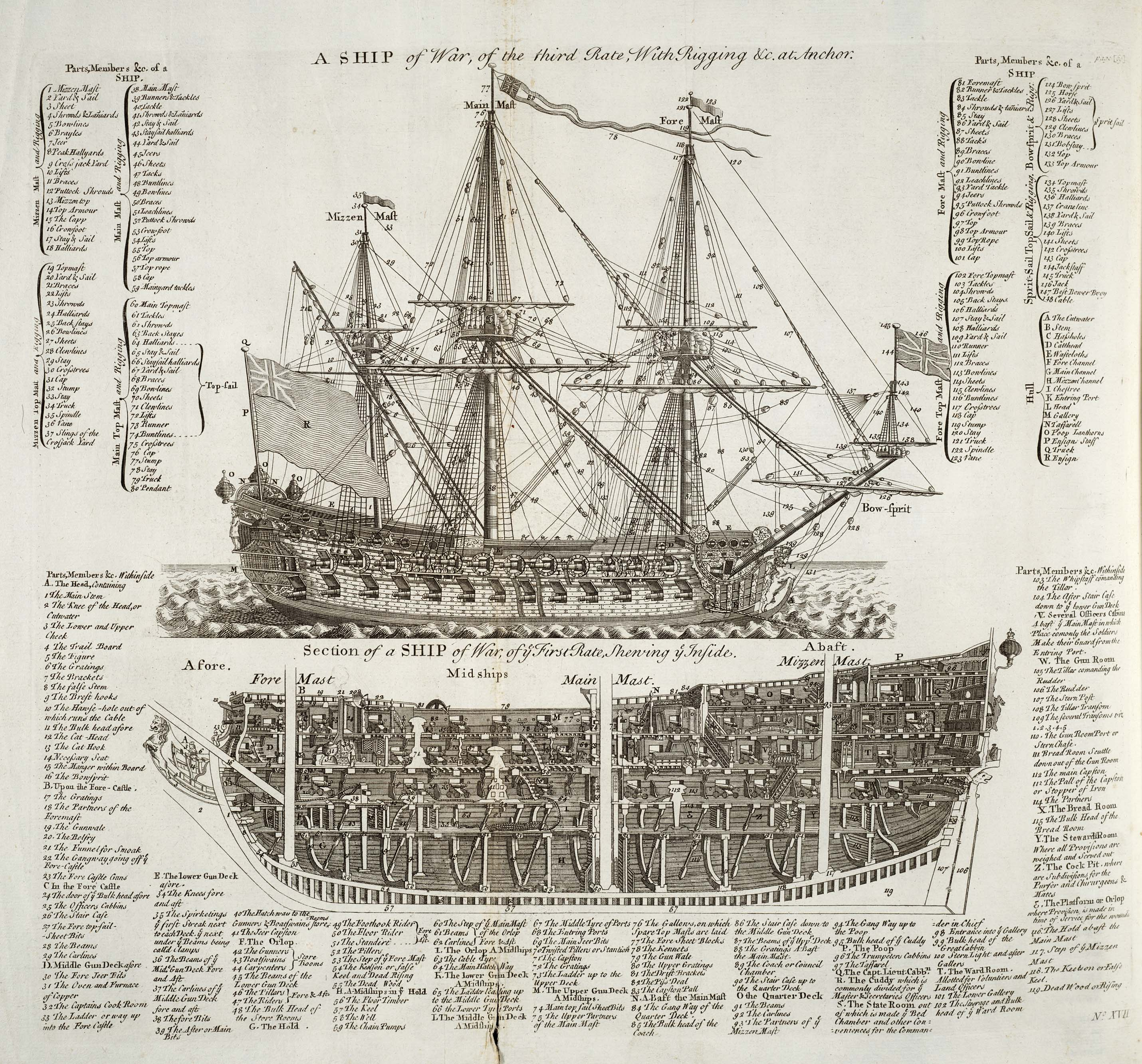
Військовий корабель, Cyclopaedia 1728, Vol 2

Доба вітрил, або Доба вітрильників (зазвичай датується 1571—1862 рр.) — період, що приблизно відповідає ранньому новому періоду, коли у міжнародній торгівлі й морських бойових діях переважали вітрильні кораблі. Тривала з середини XVI до середини XIX століття.

## Визначення
Як і для більшості історичних періодів, визначення є неточним і служить загальним описом. Доба вітрила триває приблизно від битви при Лепанто 1571 року, останнього значного зіткнення, в якому гребні галери відігравали важливу роль, до битви на рейді Гемптон-Роудс 1862 року, в якій паровий панцерник CSS Virginia знищив вітрильні судна USS Cumberland і USS Congress, продемонструвавши, що вітрильні судна на війні застаріли через розвиток парової енергії.
Суецький канал на Близькому Сході, відкритий 1869 року, був непрактичний для вітрильних кораблів і дозволив пришвидшити рух пароплавів на Європейсько-Азійському морському шляху.

## Золота доба вітрильників
Період між 1850 р. і початком 20-го століття, коли вітрильні судна досягли свого піку розміру і складності, іноді називають «Золотою добою вітрильників». Протягом цього періоду ефективність і використання комерційних вітрильних суден були на найвищому рівні — безпосередньо перед тим, як пароплави почали «відбирати» в них торгівлю.

## Занепад
До 1873 року Доба вітрильників остаточно закінчилася зі введенням в експлуатацію HMS Devastation у 1871 р. HMS Devastation був першим класом океанських бойових кораблів без вітрил.

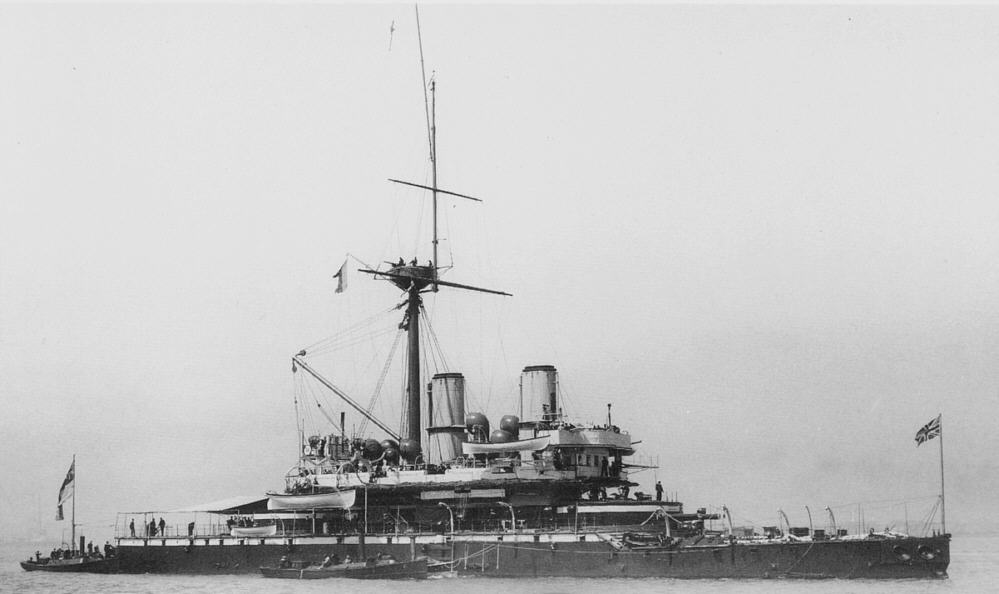
HMS Devastation

Вітрильні кораблі продовжували використовувати для економного перевезення насипних вантажів у довгих плаваннях у 1920-ті роки, незважаючи на те, що пароплави також використовувалися для таких перевезень і ставали більш поширеними. Вітрильні кораблі не потребують використання палива або складних двигунів, тому вони були більш незалежними й не вимагали спеціальної бази підтримки на материку. Дуже важливим є те, що парові кораблі мали перевагу у швидкості і рідко сповільнювалися через несприятливі вітри. Це звільнювало парові судна від необхідності йти за пасатами. Як наслідок, вантажі та запаси могли дістатися до іноземного порту у два рази швидше, ніж на вітрильнику.
Вітрильні судна виштовхувалися у все вужчі економічні ніші й поступово зникали з комерційної торгівлі. Сьогодні вітрильники є економічно вигідними лише для малого прибережного рибальства, а також для рекреаційних цілей на кшталт вітрильного спорту та екскурсій на пасажирських кораблях.